# Hillsboro (Oregon)
Hillsboro és una població dels Estats Units i seu del comtat de Washington a l'estat d'Oregon. Segons el cens del 2009 tenia 90.380 habitants.

## Demografia
Segons el cens del 2000, Hillsboro tenia 70.187 habitants, 25.079 habitatges, i 17.078 famílies. La densitat de població era de 1.256,3 habitants per km².
Dels 25.079 habitatges en un 37,9% hi vivien nens de menys de 18 anys, en un 54,7% hi vivien parelles casades, en un 9% dones solteres, i en un 31,9% no eren unitats familiars. En el 23,4% dels habitatges hi vivien persones soles el 5,3% de les quals corresponia a persones de 65 anys o més que vivien soles. El nombre mitjà de persones vivint en cada habitatge era de 2,76 i el nombre mitjà de persones que vivien en cada família era de 3,28.
Per edats la població es repartia de la següent manera: un 28,3% tenia menys de 18 anys, un 11,4% entre 18 i 24, un 37% entre 25 i 44, un 17% de 45 a 60 i un 6,3% 65 anys o més.
L'edat mediana era de 30 anys. Per cada 100 dones de 18 o més anys hi havia 105,8 homes.
La renda mediana per habitatge era de 51.737$ i la renda mediana per família de 57.379$. Els homes tenien una renda mediana de 41.046$ mentre que les dones 30.172$. La renda per capita de la població era de 21.680$. Aproximadament el 6% de les famílies i el 9,2% de la població estaven per davall del llindar de pobresa.

## Poblacions més properes
El següent diagrama mostra les poblacions més properes.